# 叻猜拉披色路

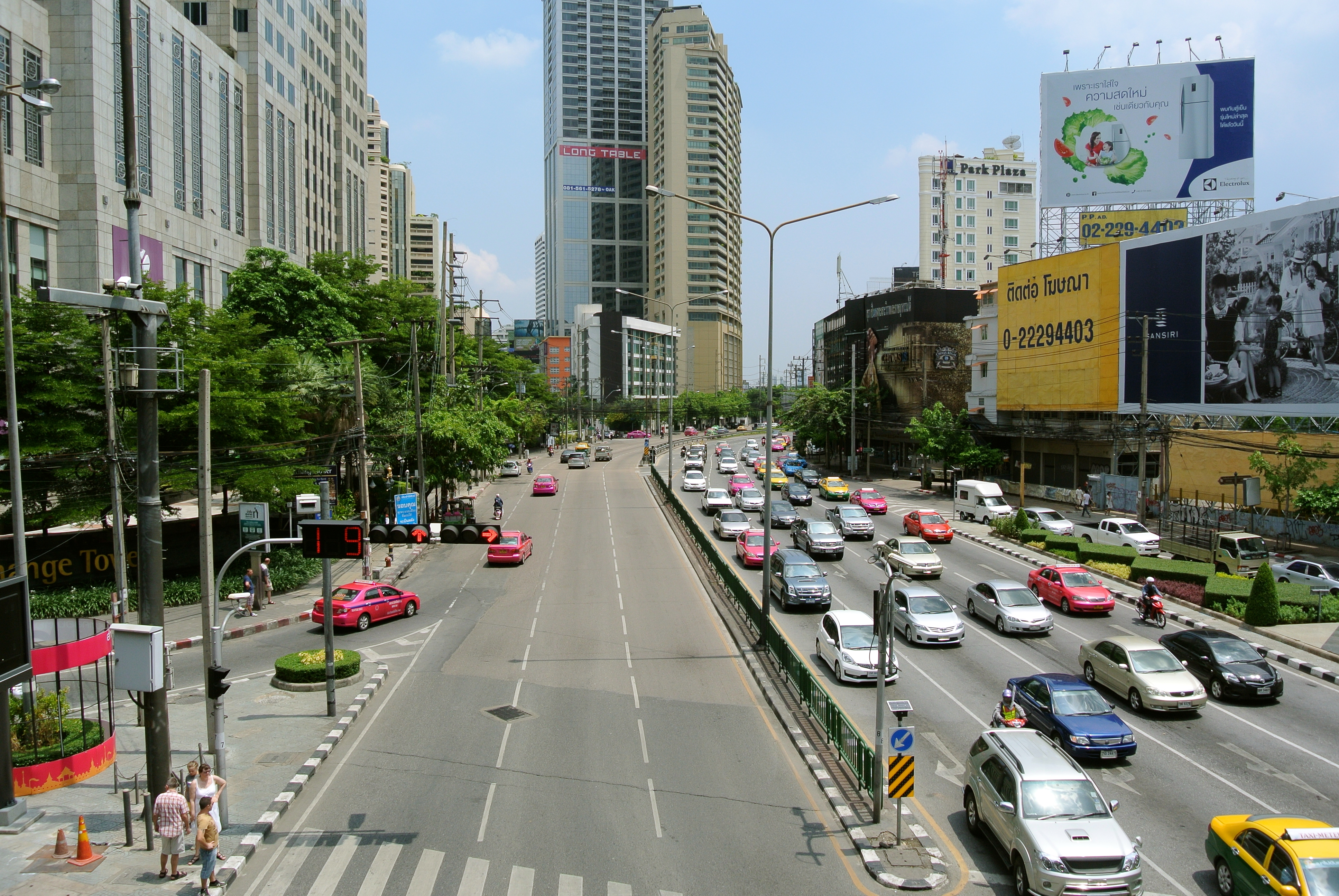
叻猜拉披色路

叻猜拉披色路，或譯叻差拉披色路、拉差达披色路是泰國首都曼谷的一條街道，位於該市境內的匯權縣。從拍喃九路（Rama 9 Road）至素鐵訕路（Sutthisan Road）開設有許多娛樂場所：飯店、餐館，迪斯科舞廳、卡拉OK、愛情酒店及按摩院。亦有泰國商人開設的蓮花超級市場、日資的吉之島（Jusco）百貨商店、法資的家樂福超級市場及新加坡資本的羅賓遜洋行等四大購物中心。中華人民共和國駐泰國大使館亦位於該路的57號上。